# Navia (fiume)
Il Navia è un fiume della Spagna settentrionale, tra i più importanti del versante cantabrico. Il Navia nasce a Pedrafita do Cebreiro, in provincia di Lugo e sfocia formando una ría a Navia, nelle Asturie, tra Cabo de San Agustín e Peñafurada. Drena un bacino di 2.578 km².

## Affluenti
L'affluente più importante è l'Ibias, con una lunghezza di 60,5 km ed un bacino di più di 300 km². Parte del bacino del fiume è compresa nel Parque Natural de las Fuentes de Narcea y del Ibias. Tra gli altri affluenti distaccano il Carbonel, il Llouredo, il río d'Or ed il río Augüeira che ha come affluenti il río d'Ío ed il Soutelo.

## Comuni attraversati
Il Navia attraversa il territorio dei comuni di Pedrafita do Cebreiro, As Nogais, Navia de Suarna, A Fonsagrada e Negueira de Muñiz in provincia di Lugo, di Ibias, Grandas de Salime, Pesoz, Allande, Illano, Boal, Villayón, Coaña e Navia nelle Asturie.
Il forte dislivello del fiume viene sfruttato per la produzione di energia idroelettrica.

## Origine del nome
All'interno dello studio La toponimia asturiana de origen indoeuropeo prelatino realizzato da Martín Sevilla Rodríguez e pubblicato dal Principato delle Asturie nel 1984 si dice che il nome deriva del vocab0lo indoeuropeo naus che significa 'barca', potendosi trovare termini equivalenti in altre lingue indoeuropee:
- 'navya' ('navigabile');
- 'naviya' ('flotta');
- 'neios' ('navale');

Lo studio conclude quindi che il fiume fu chiamato Nawia in una lingua indoeuropea parlata nella zona in tempi remoti e che il fiume fu chiamato così per essere navigabile, che è il significato etimologico del nome. Posteriormente, con la romanizzazione, si arrivò alla forma attuale Navia.
Una versione alternativa vede il nome derivare dalla dea Nabia, che nella mitologia galiziana e lusitana è la dea dell'acqua e dei fiumi.